# Longdon on Tern
Longdon on Tern är en by i civil parish Rodington, i distriktet Telford and Wrekin, i grevskapet Shropshire, i England. Byn är belägen 12 km från Shrewsbury. Longdon upon Tern var en civil parish fram till 1986 när blev den en del av Rodington. Civil parish hade 126 invånare år 1961. Byn nämndes i Domedagsboken (Domesday Book) år 1086, och kallades då Languedune.